# Grand Canal d'Alsace
Het Grand Canal d'Alsace (Duits: Rheinseitenkanal) is een lateraalkanaal langs de Rijn in Frankrijk, tussen Village-Neuf (bij Bazel) en Vogelgrun, met verder stroomafwaarts nog zes trajecten met een sluis, stuw en waterkrachtcentrale. Bij Niffer mondt de zuidelijke arm van het Canal du Rhône au Rhin uit in het kanaal, en bij Biesheim het Canal de Colmar.

## Geschiedenis
In de eerste helft van de  19e eeuw was de Rijn tussen Bazel en Karlsruhe nog een geheel natuurlijke rivier met een vlechtwerk van kreken, die zich steeds verplaatsten en overstromingen veroorzaakten. Men groef daarom tussen 1842 en 1876 één brede rechte bedding in de grindbanken. In deze veel kortere en bredere rivier werd de stroomsnelheid zoveel groter dat de scheepvaart, die toen nog gebruik maakte van jaagpaden, bemoeilijkt werd, zodat de havens van Bazel en Straatsburg achteruitgingen. Daarom kwam het plan om een lateraalkanaal te graven, waarvoor men toen in Duitsland geen geld vond. 
In 1919 kwam de Elzas ingevolge het Verdrag van Versailles weer bij Frankrijk en werd de Rijn in dit gebied de grens tussen Frankrijk en Duitsland, waarbij Frankrijk het exclusieve recht kreeg het water van de Rijn naar eigen land af te leiden en de waterkracht te benutten. De Fransen begonnen in 1928 met het graven van dit kanaal, waarbij de stuw met waterkrachtcentrale en sluis van Kembs in 1932 gebouwd werd. Daarna kwamen de werkzaamheden op een laag pitje en werden ze afgebroken tijdens de Tweede Wereldoorlog. De scheepvaart was intussen zo ver gemotoriseerd dat de havens van Basel en Straatsburg weer goed bereikbaar waren, ondanks een stroomsnelheid tot meer dan 18 km/h. 
Ook na 1945 hield Frankrijk zijn rechten en in de jaren 1950 werd het werk voortgezet. In 1959 werd de vierde sluis bij Vogelgrun gebouwd en was er 50 km kanaal aangelegd. 
Omdat bij normale waterstand bijna al het water door het kanaal en de waterkrachtcentrales ging waren er aan Duitse zijde grote problemen, door uitdroging en doordat de Duitse havens onbereikbaar werden. In een overleg tussen Frankrijk en Duitsland werd daarom besloten, dat de zes volgende sluizen met de stuwen en centrales in korte kanaaltrajecten zouden worden aangelegd, waarbij het water na elk traject steeds weer in de Rijn teruggeleid wordt. Bovendien werd hierbij besloten dat Duitsland de Duitse Moezel zou kanaliseren, een goede ruil dus voor de binnenvaart. De laatste sluis in deze trajecten, die van Iffezheim, werd in 1977 gebouwd.

## Eigenschappen van kanalisatie van Bovenrijn
Het kanaal heeft een lengte van 50 km. Er zijn vier dubbele sluizen van 185 bij 23 m in Kembs, Ottmarsheim, Fessenheim en Vogelgrun. De stuwen hebben waterkrachtcentrales van elk ca. 150 MW. Stroomafwaarts wordt de kanalisatie voortgezet door zes sluizen met stuwen op de korte lateraalkanalen te Marckolsheim, Rhinau, Gerstheim, Straatsburg, Gambsheim en Iffezheim. Ook stroomopwaarts in Zwitserland zijn er twee sluizen, in Birsfelden en in Augst.
In totaal wordt er met het Rijnwater in de 12 centrales een aanzienlijke hoeveelheid duurzame energie opgewekt, voornamelijk door de Franse EDF. De Rijn is hiermee gekanaliseerd over 183 km, van Rheinfelden tot Iffezheim en daardoor een betrouwbare transportweg en tot Bazel bereikbaar voor schepen met een laadvermogen van meer dan 5000 ton.

## Natuur en waterbeheer
In de omgeving van de oorspronkelijk Rijnbedding naast het grote en de zes kleine lateraalkanalen is er een daling van het grondwaterniveau en dus verdroging in de natuur- en landbouwgebieden. In tijden van hoogwater is er hier een versnelde afvoer van de grote hoeveelheden regen- en smeltwater in vergelijking met de natuurlijke toestand van voor 1840. De rivier is namelijk korter en breder, en in de trajecten van de lateraalkanalen zijn er dubbele afvoerwegen voor het water. Hierdoor komen grote massa's water uit Zwitserland snel in de omgeving van Mannheim, Mainz en Koblenz, waar ze dan samenkomen met grotere hoeveelheden water uit de zijrivieren. Dit zorgt voor een verhoogde kans op overstromingen in de benedenloop en Nederland. 